# Cobaea penduliflora
Cobaea penduliflora là một loài thực vật có hoa trong họ Polemoniaceae. Loài này được (H.Karst.) Hook.f. mô tả khoa học đầu tiên năm 1869.